# Listă de filme de animație din 2014
Aceasta este o listă de filme de animație din anul 2014:
| Titlu                                                        | Țara                       | Regizor                              | Studio                                      | Tehnici de animație | Note        |
| ------------------------------------------------------------ | -------------------------- | ------------------------------------ | ------------------------------------------- | ------------------- | ----------- |
| Asterix: The Land of the Gods Astérix : Le domaine des Dieux | Franța                     | Alexandre Astier, Louis Clichy       | SND, Mac Guff                               | CG animation        | [ 1 ] [ 2 ] |
| Day of the Dead                                              | Statele Unite ale Americii | Jorge R. Gutierrez                   | Reel FX                                     | CG animation        | [ 3 ]       |
| The Familiars                                                | Statele Unite ale Americii | Doug Sweetland, Fergal Reilly        | Sony Pictures Animation / Columbia Pictures | CG animation        |             |
| Gofmaniada Гофманиада                                        | Rusia                      | Stanislav Sokolov                    | Soyuzmultfilm                               | Stop motion         |             |
| How to Train Your Dragon 2                                   | Statele Unite ale Americii | Dean DeBlois                         | DreamWorks Animation                        | CG animation        |             |
| The Legend of Tembo                                          | Statele Unite ale Americii | Aaron Blaise, Chuck Williams         | Tradition Studios                           | CG animation        | [ 4 ] [ 5 ] |
| Lego                                                         | Statele Unite ale Americii | Phil Lord, Chris Miller, Chris McKay | Warner Bros.                                | CG animation        |             |
| The Nut House                                                | Canada                     | Ross Venokur                         | Arc Productions, Vanguard Animation         | CG animation        | [ 6 ] [ 7 ] |
| Mr. Peabody & Sherman                                        | Statele Unite ale Americii | Rob Minkoff                          | DreamWorks Animation                        | CG animation        |             |
| SpongeBob SquarePants                                        | Statele Unite ale Americii |                                      | Walt Disney Pictures                        | Traditional         | [ 8 ]       |
| The Untitled Pixar Movie That Takes You Inside the Mind      | Statele Unite ale Americii | Pete Docter, Ronnie del Carmen       | Pixar / Paramount Pictures                  | CG animation        |             |